# Cyndi Lauper

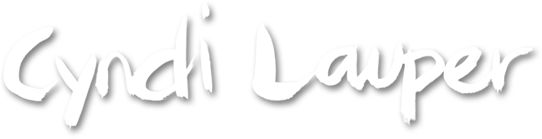
Logotyp

Cyndi Lauper, właśc. Cynthia Ann Stephanie Lauper (ur. 22 czerwca 1953 w Nowym Jorku) – jest amerykańską piosenkarką, autorką tekstów i aktorką. Słynie z unikalnego stylu, który obejmuje różnokolorowe fryzury i ekstrawaganckie stroje, a także z czterooktawowej skali głosu. Na całym świecie sprzedała ponad 50 milionów płyt i zyskała uznanie również za swoją działalność charytatywną. W 2025 wprowadzona do Rock and Roll Hall of Fame.
Rozpoczęła solową karierę muzyczną w 1983. Jej pierwszy singiel Girls Just Want to Have Fun został uznany za nieoficjalny manifest kobiecej niezależności. Jej pierwszy album She’s So Unusual sprzedał się w ponad sześciu milionach egzemplarzy w samych Stanach Zjednoczonych. Również jej drugi album wydany w 1986 True Colors odniósł sukces, sprzedając się w ponad dwóch milionach egzemplarzy. Nagrała dwie piosenki do filmu Richarda Donnera Goonies z 1985. Zadebiutowała na Broadwayu w 2006, w Studio 54. Zagrała wtedy Jenny w musicalu Opera za trzy grosze Kurta Weilla. Jest autorką muzyki i słów do musicalu Kinky Boots, który był wystawiany na Broadwayu w latach 2013–2019.
Jest zdobywczynią złotych i platynowych płyt, a także nagród Grammy, Tony i MTV Video Music Awards. W 2016 odsłoniła swoją gwiazdę w Alei Gwiazd w Los Angeles. W 2017 dołączyła do galerii sławy Songwriters Hall of Fame.
Przez całą swoją karierę angażuje się w działalność na rzecz osób LGBT. Została członkinią zarządu fundacji Matthew Shepard Foundation i założyła własną organizację non-profit True Colors United. W 2007 i 2008, by promować poprawienie sytuacji prawnej i społecznej osób LGBT, zorganizowała trasę koncertową True Colors Tour, w której poza nią udział wzięło wielu innych twórców muzycznych.

## Młodość i wykształcenie
Urodziła się 22 czerwca 1953 w Brooklynie w Nowym Jorku jako Cynthia Ann Stephanie Lauper.
Jej matka Catrine Gallo była Włoszką z Sycylii i imigrowała do Stanów Zjednoczonych wraz z rodziną. Gallero używała pseudonimu Catrine Dominique i miała aspirację, aby zostać piosenkarką, czemu nie była przychylna jej rodzina, ponieważ wśród włoskich imigrantów w Stanach Zjednoczonych istniała opinia, że szkoły artystyczne są dla kobiet lekkich obyczajów. Wyszła za Niemca ze Szwajcarii, Fredericka Laupera, i urodziła trójkę dzieci, u których starała się wykreować wrażliwość artystyczną.
Cynthia Lauper wychowała się w rodzinie rzymskokatolickiej. Miała starszą siostrę Ellen oraz młodszego brata Freda. Jej rodzice rozwiedli się, gdy miała pięć lat. Później jej matka ponownie wyszła za mąż. Po wielu latach w swej autobiografii Cindy Lauper przyznała, że ojczym nie tylko maltretował matkę, ale również groził, że zgwałci jej młodszą córkę.
Jako dziecko Lauper upodobała sobie piosenki z ówczesnych musicali oraz takich artystów jak Barbra Streisand, Luis Armstrong, The Beatles, Ella Fitzgerald, Judy Garland i Billie Holiday. Śpiewała starszym paniom, które siedziały zwykle na ławce przed kamienicą, za co otrzymywała drobną zapłatę. Od swojej starszej siostry otrzymała na urodziny gitarę. Mając dwanaście lat, zaczęła komponować własne piosenki. W tym czasie wraz z rodziną przeprowadziła się do nowojorskiej dzielnicy Queens, gdzie spędziła resztę swojego dzieciństwa. Mieszkała wtedy w sąsiedztwie Ozone Park. Jeszcze w tym okresie zaczęła nosić kolorowe stroje i domagać się, aby nazywano ją Cyndi, co później stało się istotnym elementem jej kariery artystycznej.
Chodziła do liceum Richmond Hill High School. Przerwała jednak naukę i uciekła z domu ze strachu przed ojczymem. Najpierw mieszkała w schronisku dla bezdomnych i próbowała różnych zawodów. Następnie wyjechała do Kanady i zatrudniła się w szkółce leśnej. Kiedy jej matka się rozwiodła, Lauper powróciła do domu. Aby zarobić na samodzielne życie, zatrudniła się w butiku Screaming Mimi’s w Greenwich Village, który prowadziła ekscentryczna projektantka mody Laura Willis. W końcu wyjechała do Vermont, gdzie ukończyła wyższą szkołę artystyczną Johnson State College.

## Kariera muzyczna

### Wczesna kariera (lata 70.)
Swoją karierę muzyczną rozpoczęła w latach siedemdziesiątych. Śpiewała w nowojorskich klubach. Dołączyła najpierw do zespołu Doc West, a potem Flyer, z którymi śpiewała covery utworów folklorystycznych, disco i rocka.
W 1977 całkowicie straciła głos. Lekarze uznali, że uszkodzenie jest poważne. Zgłosiła się jednak na wokalny kurs do trenerki Katie Agresty, która pomogła jej wznowić karierę i odkryła, że głos Lauper ma pięć oktaw.

### Blue Angel (1978–1982)
W 1978 roku poznała saksofonistę Johna Turiego, z którym założyła zespół Blue Angel. Kapela nagrała taśmę demo i dała ją do posłuchania Steve’owi Massarsky’emu, menedżerowi zespołów The Allman Brothers i The Wailers. Menedżer zarekomendował nową grupę wytwórni Polydor. Ta podpisała z muzykami kontrakt na 5000 dolarów amerykańskich. W 1980 zespół nagrał debiutancką płytę. Album zawierał nowofalową wersję rockabilly i został ciepło przyjęty przez krytykę. Nie odniósł jednak komercyjnego sukcesu. Grupa zwolniła Massarsky’ego, a ten w odpowiedzi oskarżył muzyków o zerwanie umowy, żądając 80 000 dolarów odszkodowania. To doprowadziło Lauper do bankructwa w 1982 Grupa Blue Angel rozpadła się, a Lauper znów zaczęła podejmować się różnych prac i występować w różnych klubach, najczęściej w El Sombrero. W czasie jednego z koncertów zauważył ją początkujący menedżer David Wolf, który z czasem został jej kochankiem i menedżerem.

### She’s So Unusual (1983–1986)

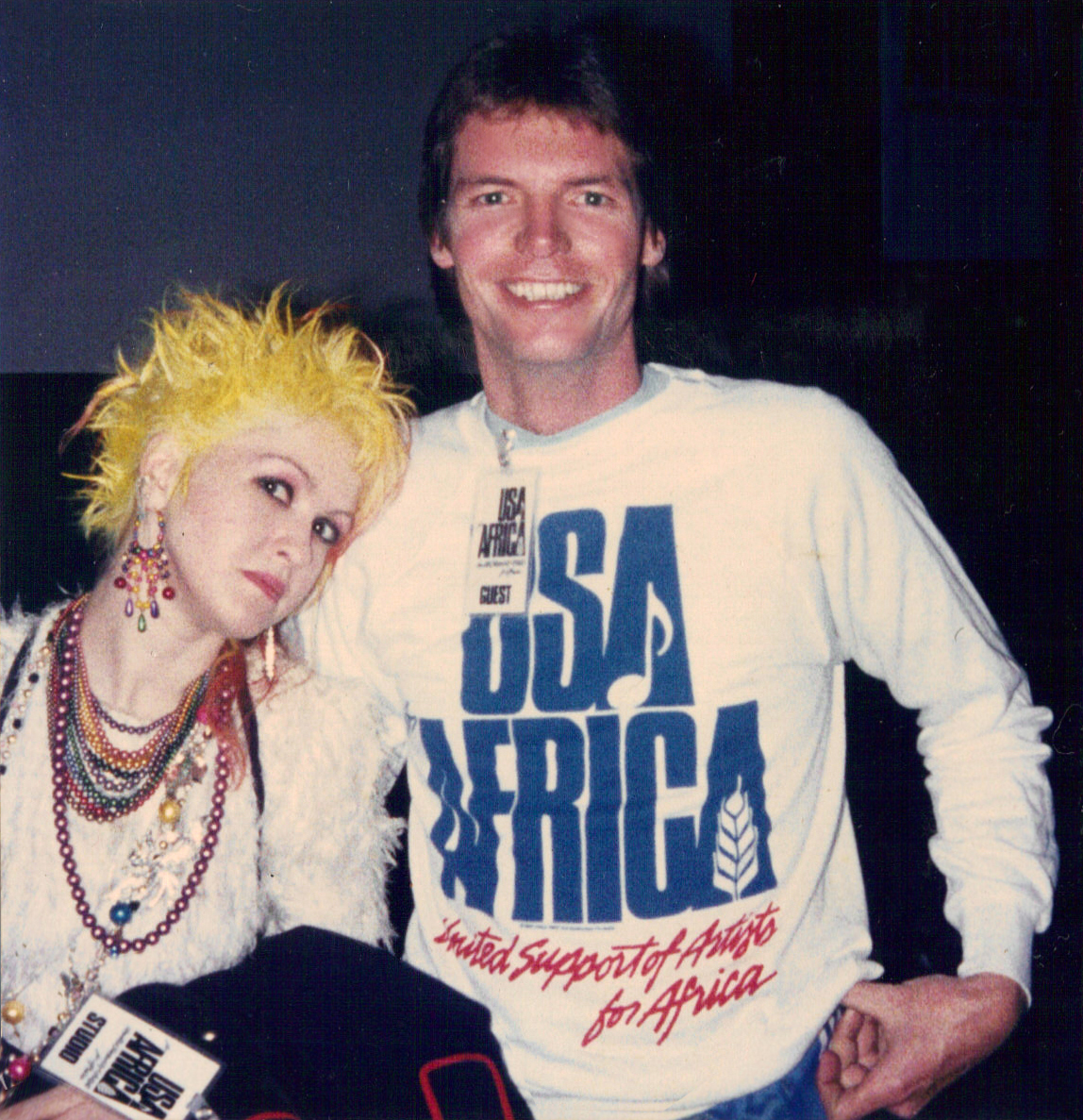
Cyndi Lauper (z lewej) 28 stycznia 1985, pozująca z fanem, noszącym sweter promujący akcję We Are the World

W 1983 Lauper podpisała kontrakt z wytwórnią Portrait Records, należącą do CBS. Wytwórnia zaproponowała Lauper zestaw piosenek innych autorów. Piosenkarka wynegocjowała kompromis z wytwórnią. Zgodziła się na wykorzystanie części piosenek, ale pod warunkiem, że będzie mogła zmienić ich aranżację i tekst. Tak stało się między innymi z utworem Girls Just Want To Have Fun (z ang. Dziewczyny chcą się tylko zabawić), który został stworzony w 1979 roku przez Roberta Hazarda i w oryginale był napisany z męskiej perspektywy oraz miał wydźwięk seksualny. Lauper postanowiła uczynić z niego polityczną deklarację kobiecej niezależności.
W 1983 wydano pierwszy singiel Lauper, Girls Just Want to Have Fun. Zajął on drugie miejsce na amerykańskiej liście przebojów Billboard Hot 100 i brytyjskiej UK Singles Chart. Lauper utrwaliła wtedy swój wizerunek sympatycznej ekscentryczki z lśniąco pomarańczowymi włosami, abstrakcyjnym makijażem, kolorowym strojem i unikatowym stylem wokalnym. Inny singiel z płyty Lauper, Time After Time, zajął pierwsze miejsce na Billboard Hot 100, otrzymał złotą płytę w 1989 i stał się jednym z najczęściej coverowanych utworów w historii muzyki pop, między innymi przez Milesa Davisa.
W 1983 ukazał się jej pierwszy album solowy She’s So Unusual. Produkcję wsparli Rob Hyman i Eric Bazillian z zespołu The Hooters. Płyta zajęła czwarte miejsce na amerykańskiej liście przebojów Billboard 200. Niedługo po wydaniu płyty Lauper wyruszyła w światową trasę koncertową Fun Tour, która trwała od 22 listopada 1983 do 9 grudnia 1984.
Trzecim jej singlem była piosenka She Bop, której tekst traktował o masturbacji. Pomimo skandalicznego tekstu utwór zajął trzecią pozycję na Billboard Hot 100 i stał się kolejnym w karierze Cyndi Lauper singlem, który otrzymał status złotej płyty. All Through the Night został wydany jako czwarty singel i zajął piąte miejsce na amerykańskiej liście Hot 100, co sprawiło, że Lauper stała się pierwszą w historii muzyki rozrywkowej piosenkarką, której cztery single z debiutanckiego krążka znalazły się w pierwszej piątce Hot 100.
W 1985 odebrała nagrodę Grammy w kategorii Najlepszy nowy artysta. Jej album był nominowany w kategorii Najlepszy nowy artysta, piosenka Girls Just Want to Have Fun została nominowana w kategorii Nagranie roku i Best Female Pop Vocal Performance, a piosenka Time After Time została nominowana w kategorii Piosenka roku. Lauper otrzymała również osiem nominacji do nagrody MTV Video Music Awards, ale zdobyła statuetkę jedynie za teledysk do piosenki Girls Just Want to Have Fun.
W marcu 1985 Cyndi Lauper wzięła udział w charytatywnym projekcie „We Are the World” obok takich wykonawców jak Quincy Jones, Michael Jackson, Tina Turner, Bruce Springsteen, Lionel Richie czy Stevie Wonder. 7 maja 1984 zrzeszenie amerykańskich wydawców Recording Industry Association of America przyznało albumowi She’s So Unusual status platynowej płyty za ponad milion sprzedanych egzemplarzy w Stanach Zjednoczonych. Do 1997 album otrzymał 6 platynowych płyt za 6 milionów sprzedanych egzemplarzy.
W 1985 nagrała piosenki What A Thrill i The Goonies 'R' Good Enough na potrzeby filmu Stevena Spielberga Goonies. Wydana jako osobny singiel The Goonies 'R' Good Enough zajęła dziesiąte miejsce na liście Billboard Hot 100. What A Thrill została natomiast nominowana do nagrody Grammy w kategorii Best Female Rock Vocal Performance w 1986.

### True Colors (1986–1988)
W 1986 ukazał się jej drugi album True Colors. Album znacznie różnił się i był staranniej przygotowany od debiutanckiej płyty. Wystąpili na nim gościnnie tacy artyści jak Nile Rodgers z Chic, Adrian Belew z King Crimson i Billy Joel. Płyta zajęła czwarte miejsce na amerykańskiej liście przebojów Billboard 200, a promująca ją ballada True Colors pierwsze miejsce na Billboard Hot 100 i była nominowana do nagrody Grammy w kategorii Best Female Pop Vocal Performance. Na drugi singel wybrano nagranie Change Of Heart, który zajął trzecie miejsce na Billboard Top 100 i był ostatnim w karierze Lauper przebojem, który znalazł się w pierwszej piątce. Teledysk do tej piosenki został nakręcony w centrum Londynu na placu Trafalgar Square.
W 1986 wyruszyła w trasę koncertową True Colors World Tour. 12 marca 1987 nagrała swój koncert w Paryżu, który został wydany na kasetach VHS pod tytułem Cyndi Lauper in Paris. Nagranie zostało nominowane do Grammy w kategorii Best Performance Music Video.
Cover przeboju Marvina Gaye What’s Going On jako trzeci promował płytę i został wdany w 1987. Kolejnymi wydanymi singlami z płyty były Boy Blue i Maybe He'll Know.
Do 1994 album True Colors otrzymał dwie platynowe płyty. Wszystkie zyski ze sprzedaży singla Boy Blue artystka przekazała na rzecz akcji pomagania osobom zarażonych wirusem HIV.

### A Night to Remember (1989–1992)
W roku 1989 ukazał się jej trzeci album, A Night to Remember (z ang. Noc do zapamiętania). Album został negatywnie oceniony przez krytyków. Także sama Lauper przyznała, że nie jest z niego zadowolona i w jednym z wywiadów nazwała go A Night to Forget (z ang. Noc do zapomnienia).
Jedynie pierwszy wydany promujący płytę utwór I Drove All Night znalazł się w pierwszej dziesiątce na liście Billboard Hot 100 (zajął 6. miejsce). Pozostałymi wydanymi utworami z płyty były: My First Night Without You, A Night to Remember, Heading West i Primitive.
21 kwietnia 1989 wyjechała w trasę koncertową A Night To Remember Tour.
21 lipca 1990 wokalistka wzięła udział w transmitowanym na cały świat charytatywnym koncercie The Wall Live in Berlin, wykonując utwór Another Brick in The Wall (cz. II).
W 1992 Cyndi Lauper nagrała nowy singel. Była to piosenka The World Is Stone, francuska wersja Le Monde est stone z musicalu Starmania. Promowała ona ścieżkę dźwiękową musicalu, którego nazwa została przetłumaczona na Tycoon.

### Hat Full of Stars i Twelve Deadly Cyns... And Then Some (1993–1996)
W 1993 Cyndi Lauper wydała nowy album solowy Hat Full of Stars. Płyta znacznie różniła się od poprzednich dzieł piosenkarki i łączył takie gatunki jak soul w stylu lat 60., funk lat 70., pop lat 80., hip-hop lat 90., a także folk i muzykę ludową. Teksty piosenek poruszały takie problemy jak rasizm (A Part Hate), nielegalna aborcja (Sally’s Pigeons), kazirodztwo (Lies) i bicie żony (Broken Glass). Album został dobrze przyjęty przez krytyków, ale nie znalazł się w czołówce list przebojów. Album promowały cztery single: Who Let in the Rain, That’s What I Think, Sally's Pigeons i Hat Full of Stars.
Na przełomie 1994 i 1995 Cyndi Lauper wydała pierwszą w swojej karierze oficjalną składankę pt. Twelve Deadly Cyns... And Then Some, na której obok kilkunastu największych przebojów znalazły się premierowe utwory I’m Gonna Be Strong i Come on Home, a także nowa wersja jej starego hitu Girls Just Want to Have Fun, zatytułowana Hey Now (Girls Just Want to Have Fun). W Stanach Zjednoczonych album uzyskał status złotej płyty.

### Sisters of Avalon (1997–2000)

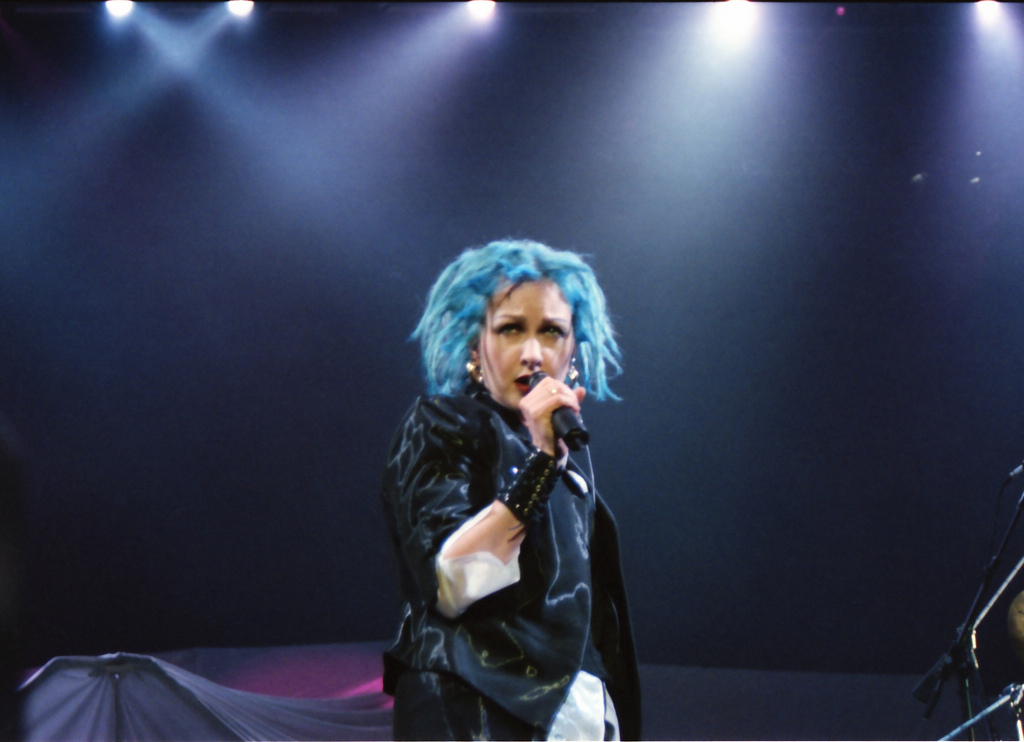
Cyndi Lauper w czasie jednego z koncertów w 2000 roku.

W roku 1997 piosenkarka wydała płytę Sisters of Avalon, która była zwrotem ku muzyce alternatywnej. Tematycznie album poruszał sprawę dyskryminacji kobiet, homoseksualistów i oraz mniejszości. Pomimo przychylnych recenzji, płyta nie odniosła komercyjnego sukcesu. Zdaniem Lauper przyczynił się do tego brak promocji ze strony wydawcy. Teledysk do pierwszego singla z płyty, You Don't Know, wyreżyserowała sama piosenkarka. W tym samym roku przyłączyła się do trasy koncertowej Wildest Dreams Tour Tiny Turner i występowała jako support przed jej koncertami.
W 1998 wydała świąteczny album Merry Christmas... Have a Nice Life. Wydano z niej tylko jeden singel, Early Christmas Morning, który ukazał się tylko w Japonii. W 1999 Lauper wyruszyła w trasę koncertową Do You Believe? z Cher.

### Shine i At Last (2001–2004)
W 2001 Cyndi Lauper planowała wydanie albumu Shine, jednak w zamian ukazał się tylko minialbum pod tą samą nazwą, zawierający pięć piosenek z planowanego albumu. Pełny album ukazał się tylko w Japonii w 2004.
W 2003 wydała płytę At Last. Zawierała ona covery utworów takich wykonawców jak Ray Eberle, Dionne Warwick, Maurice Williams and the Zodiacs, Édith Piaf, Todd Duncan, Damita Jo, Aretha Franklin, Eddie Cantor, Nina Simone, The Miracles i Fats Waller and his Rhythm. Płyta otrzymała dobre recenzje, a jeden z utworów Unchained Melody nominację do nagrody Grammy. Sukces albumu spowodował, że wytwórnia zdecydowała się na wydanie DVD Live... At Last, będącego zapisem koncertu artystki z marca 2004 w Town Hall w Nowym Jorku. DVD szybko zyskało status złotej płyty.

### The Body Acoustic, Brodway i True Colors Tour (2005–2007)

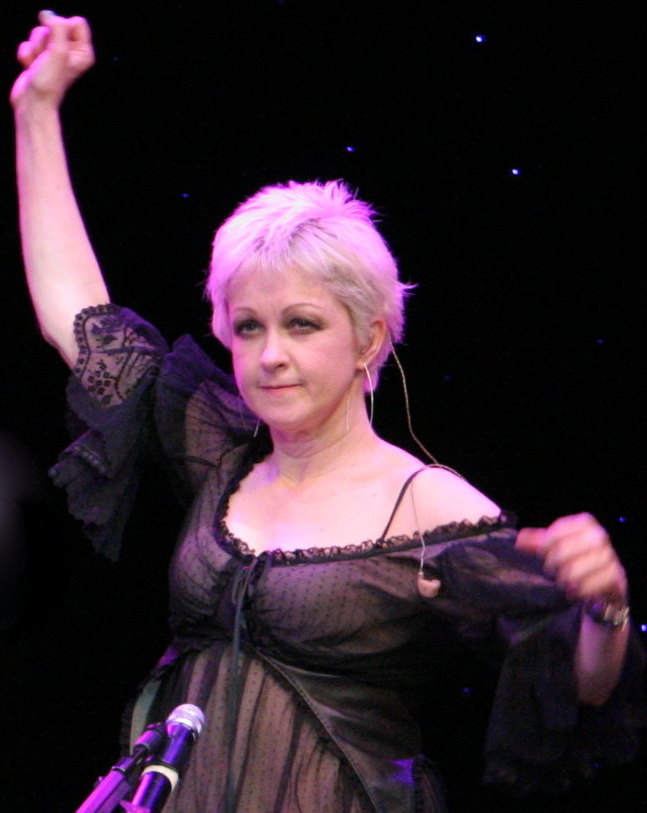
Cyndi Lauper w 2006

W 2005 wydała album The Body Acoustic, na którym znalazły się akustyczne wersje jej przebojów oraz nowe utwory. Na płycie gościnnie pojawiają się m.in. Shaggy, Ani DiFranco i Adam Lazzara z zespołu Taking Back Sunday.
20 kwietnia 2006 Cyndi Lauper zadebiutowała na Broadwayu w Studio 54 w roli Jenny w musicalu Kurta Weilla Opera za trzy grosze (The Threepenny Opera) obok takich artystów jak Jim Dale i Alan Cumming. Była to jedna z najbardziej kontrowersyjnych broadwayowskich inscenizacji 2006 roku. Lauper dostała bardzo dobre recenzje od nowojorskiej krytyki, została nominowana do najstarszej amerykańskiej nagrody teatralnej Drama League Award w kategorii Najlepsza Aktorka w Musicalu. Wystąpiła również na 60. gali rozdania nagród Tony. Zaśpiewała Ballad of the Pimp w duecie z Alanem Cummingiem.
W czerwcu 2007 Lauper wyruszyła w pierwszą trasę True Colors Tour po USA i Kanadzie, na rzecz praw osób LGBT. Trasa, której była pomysłodawczynią, producentką i główną gwiazdą, ma na celu wspieranie środowiska LGBT, a także walkę z dyskryminacją mniejszości seksualnych. Obok Cyndi w trasie brali udział tacy artyści i zespoły jak Deborah Harry, Erasure, The Dresden Dolls, Gossip, Cazwell i Rosie O’Donnell. Trasa pod patronatem Human Rights Campaign i PFLAG sponsorowana była przez telewizję Logo.

### Bring Ya to the Brink (2008–2010)

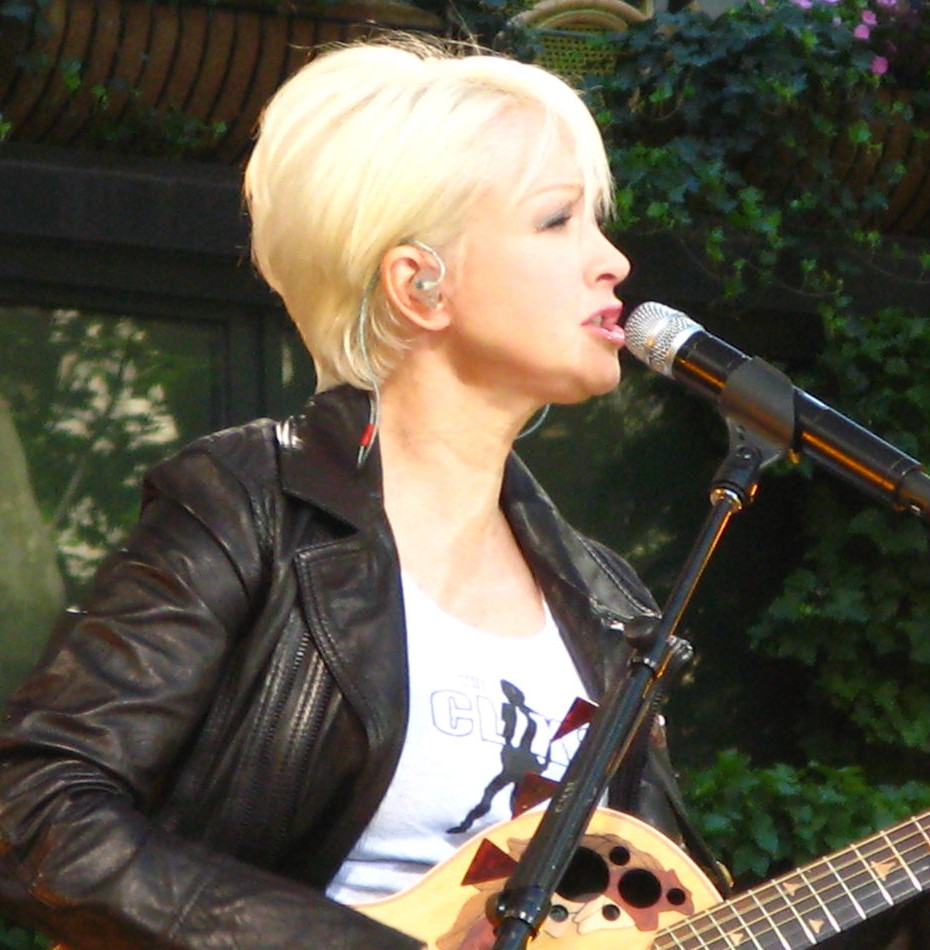
Cyndi Lauper w 2008

27 maja 2008 został wydany jej nowy studyjny album Bring Ya to the Brink. Płyta utrzymana była w klimacie electro oraz dance. Pierwszy utwór Set Your Heart wydano tylko jako singel promocyjny. Kolejny Same Ol’ Story znalazł się na pierwszym miejscu listy Hot Dance Club Songs. Trzeci singel to Into the Nightlife. Teledysk do tego nagrania wyreżyserowała sama Cyndi Lauper. Częściowo został on nakręcony w nowojorskim klubie Splash Bar, gdzie fani zostali zaproszeni do udziału w wideoklipie.
31 maja 2008 rozpoczęła się druga trasa True Colors Tour po Stanach Zjednoczonych i Kanadzie, tym razem bardziej rozbudowana i powiększona o dodatkowych wykonawców. Razem z Cyndi Lauper w trasie zdecydowały się uczestniczyć między innymi The B-52’s, Joan Jett, Indigo Girls, Kat DeLuna i Regina Spektor.
Lauper została nominowana za Bring Ya to the Brink do nagrody Grammy w kategorii Najlepszy Album Elektroniczny/Taneczny.

### Memphis Blues (2010–2012)
Siódmy album Cyndi Lauper Memphis Blues został wydany 22 czerwca 2010 i zajął pierwszą pozycję na liście albumów bluesowych Billboarda i utrzymywał się na tej pozycji 14 tygodni. Zajął też 26. miejsce na liście Billboard 200. Album został nominowany do Grammy w kategorii Best Traditional Blues Album.
W marcu 2011 media nagłośniły wydarzenie, kiedy z powodu opóźnionego lotu na porcie lotniczym Jorge Newbery w Buenos Aires, Cyndi Lauper zaśpiewała razem z tłumem Girls Just Want to Have Fun. Występ został nagrany i opublikowany na YouTube.
W listopadzie 2011 wydała dwa bożonarodzeniowe utwory ekskluzywnie dla iTunes. Pierwszy był coverem Blue Christmas Elvisa Presleya, a drugi Home for the Holidays Perry’ego Como.
We wrześniu 2012 Lauper wystąpiła na pokazie mody Betsey Johnson, który był też podsumowaniem czterdziestoletniej kariery Johnson.

### Kinky Boots (2012–2016)
Lauper skomponowała muzykę i słowa do wystawianego na Broadwayu musicalu Kinky Boots ze scenariuszem Harveya Fiersteina na podstawie niezależnego filmu z 2006 Kozaczki z pieprzykiem. Premiera miała miejsce w październiku 2012 w Chicago. 4 kwietnia 2013 musical debiutował na Broadwayu, w Al Hirschfeld Theatre. Musical został nominowany do nagrody Tony w 13 kategoriach i wygrał w 6. Lauper zdobyła nagrodę za najlepszą oryginalną kompozycję muzyczną. Wygrała też Grammy w kategorii Best Musical Theater Album. Była pierwszą kobietą, która samodzielnie zdobyła nagrodę w tej kategorii. Musical był wystawiany ponad 2000 razy, po raz ostatni 7 kwietnia 2019 i stał się dwudziestym piątym najdłużej wystawianym musicalem na Broadwayu.
17 września 2014 wystąpiła gościnnie i zaśpiewała w finale America’s Got Talent.
W październiku 2017 została przyjęta do galerii sławy Songwriters Hall of Fame.
15 września 2015 Kinky Boots został wystawiony w teatrze Adelphi Theatre w Londynie, zaliczany do scen West Endu.
W lutym 2016 Lauper wraz z Stephenem Oremusem była nominowana do nagrody Olivier Award za swoje zasługi dla brytyjskiej produkcji Kinky Boots.

### Po 2016
Lauper nagrała z francuskim kompozytorem Jean-Michel Jarre utwór Swipe to the Right, który w 2016 znalazł się na płycie Jarre Electronica 2: The Heart of Noise. Mniej więcej w tym samym czasie Lauper wydała kolejny album coverów Detour, na którym znalazły się jej wersje utworów takich wykonawców country jak Wanda Jackson, Willie Nelson, Ray Price i Dolly Parton.

### Dyskografia
- 1983: She’s So Unusual
- 1986: True Colors
- 1989: The Best Remixes
- 1989: A Night to Remember
- 1993: Hat Full of Stars
- 1994: Twelve Deadly Cyns... And Then Some
- 1996: Wanna Have Fun
- 1997: Sisters of Avalon
- 1998: Merry Christmas... Have a Nice Life
- 2001: Shine
- 2003: The Essential Cyndi Lauper
- 2003: The Great Cyndi Lauper
- 2003: At Last
- 2005: Hey Now! (Remixes & Rarities)
- 2005: The Body Acoustic
- 2008: Bring Ya to the Brink
- 2009: Floor Remixes
- 2010: Memphis Blues
- 2016: Detour

## Koncerty w Polsce
Swój pierwszy i jak dotąd ostatni koncert w Polsce zagrała 21 lutego 2025 roku w Atlas Arenie w Łodzi.

## Kariera aktorska
Zadebiutowała na dużym ekranie w 1988 u boku Jeffa Goldbluma, Juliana Sandsa, Michaela Lernera i Petera Falka w komedii przygodowej Wibracje, która okazała się jednak niepowodzeniem finansowym. Film promował nagrany przez Lauper utwór „Hole in My Heart (All the Way to China)”.
W 1990 Lauper u boku Davida Keitha zagrała postać Cyd Morse w komedii Ucieczka (ang. Off and Running, 1990). Był to jej drugi film kinowy i tak samo jak pierwszy, okazał się finansową klapą. Na planie filmowym poznała aktora Davida Thorntona, znanego z roli Earla Ungera w komedii Alex – sam w domu, za którego wyszła za mąż 24 listopada 1991. W listopadzie 1997 urodził im się syn Declyn Wallace Thornton Lauper.
W 2000 wystąpiła w dramacie kryminalnym Oportuniści (ang. The Opportunists) u boku Christophera Walkena.
Wystąpiła w pierwszym odcinku 5. sezonu serialu Kości. Zagrała w nim wróżkę o imieniu Avalon, co było swoistym nawiązaniem do jej płyty Sisters of Avalon, a w serialu wykorzystany został utwór Fearless z tego albumu. Artystka wyraziła chęć pojawienia w serialu po tym, jak zobaczyła Emily Deschanel śpiewającą jej piosenkę Girls Just Want to Have Fun w odcinku Wannabe in the Weeds z trzeciego sezonu.
W 2016 odsłoniła swoją gwiazdę w Alei Gwiazd w Los Angeles.

### Filmografia

#### Filmy
Źródło: IMDb
| Rok  | Tytuł                              | Rola                     | Dodatkowe uwagi          |
| ---- | ---------------------------------- | ------------------------ | ------------------------ |
| 1988 | Wibracje                           | Sylvia Pickel            |                          |
| 1990 | Mother Goose Rock 'n' Rhyme        | Mary (Had a Little Lamb) | Film telewizyjny         |
| 1991 | Ucieczka                           | Cyd Morse                |                          |
| 1993 | Mikey i ja                         | Geena Briganti           |                          |
| 1994 | Pani Parker i krag jej przyjaciól  | Picnic Guest             | Niewymieniona w napisach |
| 2000 | Oportunisci                        | Sally Mahon              |                          |
| 2005 | The Naked Brothers Band: The Movie | Ona sama                 |                          |
| 2009 | Tamo i ovde                        | Rose                     |                          |
| 2011 | Dirty Movie                        | Mama małego Johnny’ego   |                          |
| 2014 | Henry & Me                         | Pielęgniarka Cyndi       | Głos                     |

#### Seriale
Źródło: IMDb
| Rok  | Tytuł                                           | Odcinek                                | Rola             | Dodatkowe uwagi |
| ---- | ----------------------------------------------- | -------------------------------------- | ---------------- | --------------- |
| 1993 | Szaleję za tobą                                 | A Pair of Hearts                       | Marianne Lugasso |                 |
| 1995 | Szaleję za tobą                                 | Money Changes Everything               | Marianne Lugasso |                 |
| 1999 | Szaleję za tobą                                 | Stealing Burt's Car                    | Marianne Lugasso |                 |
| 1999 | Szaleję za tobą                                 | The Final Frontier                     | Marianne Lugasso |                 |
| 1999 | Szaleję za tobą                                 | The Final Frontier                     | Marianne Lugasso |                 |
| 1999 | Happily Ever After: Fairy Tales for Every Child | The Happy Prince                       | Pidge            |                 |
| 2004 | Higglytown Heroes                               | Smooth Operator/Stinky Situation       | Operator Hero    |                 |
| 2005 | Świat Raven                                     | Art Breaker                            | Ms. Petuto       |                 |
| 2007 | Przyjaciele z podwórka                          | International Super Spy: Part 1        |                  | Głos            |
| 2009 | Rockefeller Plaza 30                            | Kidney Now!                            | Ona sama         |                 |
| 2009 | Kości                                           | Harbingers in a Fountain               | Avalon Harmonia  |                 |
| 2012 | Bob’s Burgers                                   | The Belchies                           | Taffy Butt       | Głos            |
| 2012 | Szczęśliwi rozwodnicy                           | Follow the Leader                      | Kiki             |                 |
| 2012 | Kości                                           | The Ghost in the Machine               | Avalon Harmonia  |                 |
| 2013 | Kości                                           | The Woman in White                     | Avalon Harmonia  |                 |
| 2015 | Kości                                           | The Psychic in the Soup                | Avalon Harmonia  |                 |
| 2016 | The 7PM Project                                 | Odcinek 1027                           | Ona sama         |                 |
| 2017 | Kości                                           | The Final Chapter: The Day in the Life | Avalon Harmonia  |                 |
| 2018 | Magnum: Detektyw z Hawajów                      | Sudden Death                           | Vanessa Nero     |                 |

## Działalność społeczna

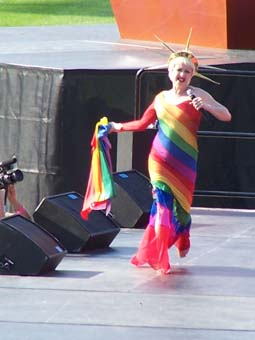
Lauper występująca na festliwalu Gay Games VII na Wrigley Field 22 lipca 2006

Lauper przez całą swoją karierę angażowała się w działalność na rzecz praw osób LGBT i wspierała organizacje oraz wydarzenia związane z prawami osób LGBT. Sama Lauper oświadczyła, że zaangażowała się w taką działalność, ponieważ jej siostra Ellen, którą uważa za wzór do naśladowania, jest lesbijką, a także dlatego, że sama Lauper popiera z pasją równouprawnienie.
Jej piosenka Above the Clouds została napisana ku pamięci Matthew Sheparda, młodego człowieka pobitego na śmierć w Wyoming z powodu swojej orientacji homoseksualnej. Lauper została członkinią zarządu fundacji Matthew Shepard Foundation, a w 2005 wyruszyła w trasę koncertową, aby promować wartości Foundationa.
Współfinansowała trasę koncertową True Colors Tour, która promowała prawa osób LGBT w Stanach Zjednoczonych i Kanadzie w czerwcu 2007. Za każdy kupiony bilet jeden dolar był przekazywany grupie interesu Human Rights Campaign. W kwietniu 2010, założona przez Lauper organizacja non-profit True Colors United rozpoczęła kampanię Give a Damn, której celem było zachęcenie osób heteroseksualnych do wsparcia działalności na rzecz osób LGBT.
W sierpniu 2008 wsparła kampanię prezydencką Baracka Obamy w swoim artykule zatytułowanym Hope i opublikowanym w gazecie The Huffington Post. Lauper wystąpiła na krajowej konwencji Partii Demokratycznej w 2008.
14 grudnia 2022 wykonała utwór True Colors podczas ceremonii podpisania ustawy o kodyfikacji małżeństw osób tej samej płci w Stanach Zjednoczonych przez prezydenta Joego Bidena.

## Wrestling
Cyndi Lauper przypisuje się duży wkład w promocję wrestlingu i organizacji WWF w latach 80, kiedy wrestling dopiero stawał się popularną rozrywką, możliwą do oglądania w ogólnokrajowej telewizji.
W teledysku do jej utworu Girls Just Want to Have Fun z 1983 wystąpił wrestler i menedżer Captain Lou Albano. W programach WWF Albano i Lauper rywalizowali ze sobą, nie mogąc się zgodzić co do tego kto bardziej przyczynił się do sukcesu piosenki. Spór ten był również nagłaśniany w telewizji muzycznej MTV, a seksistowskie nastawienie Albano doprowadziło do tego, że znane działaczki feministyczne, takie jak Gloria Steinem i Geraldine Ferraro, publicznie wyrażały poparcie dla Lauper. 23 lipca 1984 gala wrestlingu The Brawl to End It All była emitowana na żywo w MTV. W głównej walce wieczoru Wendy Richter, której managerem była Cyndi Lauper, pokonała wieloletnią mistrzynię The Fabulous Moolah, której managerem był Lou Albano, w walce o pas WWF World Women’s Championship. Spór menedżera i piosenkarki zakończył się 28 grudnia 1984, kiedy Lauper razem z Davidem Wolffem miała wręczyć nagrodę dla Albano. Ceremonię w ringu przerwał Roddy Piper, który rozbił nagrodę o głowę Albano, kopnął Cyndi Lauper i uciekł dopiero, kiedy w ringu pojawił się Hulk Hogan. Przez kolejne miesiące Lauper nadal wspierała Richter jako menedżerka w jej rywalizacji przeciwko Fabulous Moolah i Leilani Kai.
W 1985 Cyndi Lauper odebrała nagrodę Nagrodę Grammy w towarzystwie Hulka Hogana, który pełnił rolę jej ochroniarza. W teledysku do jej piosenki The Goonies 'R' Good Enough wystąpiła razem z wrestlerami André the Giantem, Freddiem Blassie’em, Nikolaiem Volkoffem, Rowdy Roddy Piperem, Wendi Richter i The Iron Sheikiem, którzy odgrywali swoje gimmicki.
31 marca 1985 w Madison Square Garden WWF zorganizowało swoją pierwszą galę pay-per-view. Nazywała się ona WrestleMania. W jej wypromowaniu pomógł udział celebrytów, w tym Cyndi Lauper, która nadal usługiwała Wendi Richter jako menedżerka.
Ponownie pojawiła się w ringu WWF dopiero w 2012, kiedy firma zmieniła już nazwę na WWE. Towarzyszyła jej Wendi Richter. Rowdy Roddy Piper wyraził żal z powodu incydentu sprzed 27 lat, wspomniał nieżyjącego już Captaina Lou Albano i wręczył Lauper nagrodę. Cyndi Lauper rozbiła jednak swoją nagrodę o głowę Heatha Slatera, który próbował zakłócić ceremonię.

## Inne media
W styczniu 2010 Mattel wyprodukował lalkę Barbie wzorowaną na Cyndi Lauper w ramach serii poświęconej ikonom lat 80.
W marcu 2010 Lauper wystąpiła w reality show The Apprentice Donalda Trumpa na NBC. Zajęła szóste miejsce. Przekazała swoją wygraną organizacji True Colors United, działającej na rzecz praw osób LGBT. W finałowym odcinku programu zaśpiewała na żywo piosenkę ze swojego przyszłego albumu Memphis Blues.
W 2012 wydała pamiętnik, w którym opisała swoje problemy z dzieciństwa, takie jak znęcanie się i depresja. Pamiętnik znalazł się na liście bestsellerów, publikowanej przez The New York Times.

## Życie prywatne
W 1982 związała się z Davidem Wolffem, który był jej menedżerem i producentem muzycznym. Rozstali się w sierpniu 1988 z powodu różnicy poglądów odnośnie do przyszłej kariery Cyndi Lauper.
W 1990 na planie filmowym Ucieczki poznała aktora Davida Thorntona, za którego wyszła za mąż 24 listopada 1991. W listopadzie 1997 urodził im się syn Declyn Wallace Thornton Lauper.
Choruje na łuszczycę.